# Bouanane
Bouanane (franska: Bouanane (CR), Bouanane (Commune Rurale), arabiska: بني تادجيت) är en kommun i Marocko.   Den ligger i provinsen Figuig och regionen Oriental, i den östra delen av landet, 400 km sydost om huvudstaden Rabat. Antalet invånare är 7 564.